# Heinz Treuke
Heinz Treuke (* 11. Oktober 1926 in Danzig; † 14. März 2019) war ein deutscher Schauspieler und Synchronsprecher.

## Biografie
Nach dem Abitur besuchte Treuke die Reichersche Schauspielschule sowie die Schauspielschule des Deutschen Theaters in Berlin, wo er auch eines seiner ersten Engagements erhielt. Es folgten Bühnenstationen in Wismar, Bernburg, Cottbus, Potsdam, Berlin (Maxim-Gorki-Theater), Tübingen, Wiesbaden, Mannheim und Hannover.
Obwohl der künstlerische Schwerpunkt bei Treuke stets auf der Bühnentätigkeit lag, wurde er durch eine seiner raren Fernsehrollen einem bundesweiten Publikum bekannt: 1978 wurde er für den HR zum Tatort-Ermittler und verkörperte für die Folge Zürcher Früchte den Frankfurter „Kriminalhauptkommissar Bergmann“, dem Rainer Hunold als „Kriminalhauptmeister Robert Wegner“ assistierte. Obwohl beide Figuren auch in zwei späteren Tatort-Folgen vorkamen, wurden Treuke und Hunold nicht mehr besetzt, sondern stattdessen Lutz Moik (als Bergmann) und Peter Buchholz (als Wegner). Zu seinen weiteren Auftritten in diesem Medium zählen Rainer Wolffhardts Drama Wie verbringe ich meinen Sonntag?, der Fernsehfilm Australische Blindheit, Episoden der Serien Gesucht wird... und Hessische Geschichten sowie Dieter Wedels Der große Bellheim. Daneben war Treuke seit 1950 auch als Synchronsprecher tätig.
Treuke war mit seiner Schauspielkollegin Elfi Grosser verheiratet.

## Filmografie (Auswahl)
- 1967: Wie verbringe ich meinen Sonntag?
- 1978: Tatort: Zürcher Früchte
- 1993: Der große Bellheim